# 常陸古渡藩
常陸古渡藩（ひたちふっとはん）は、常陸国河内郡古渡（現在の茨城県稲敷市古渡）を居所として、江戸時代初期に存在した藩。
関ヶ原の戦いで西軍に与して改易された丹羽長重が、1603年に1万石で入封して大名として復帰。1619年に加増を受け、江戸崎藩に移った。

## 歴史

### 前史
古渡は戦国期には江戸崎城主土岐氏の支配下に入った。天正18年（1590年）以後は佐竹義宣の弟で、江戸崎・龍ヶ崎で4万5000石を支配した蘆名盛重の所領に含まれた。

### 山岡景友領
関ヶ原の戦いののち、近江国内で9000石（うち4000石は配下の甲賀組の給分）を領していた山岡景友（道阿弥）について、慶長8年（1603年）に古渡1万石に移されたと記す書籍がある。
『寛政重修諸家譜』には、山岡景友に古渡で1万石を与えられたとの記述はない。『徳川実紀』においては山岡景友の死去の記事の中で「景友万石に列せずといえども、創業の功臣なれば伝をここに出す」とし、大名ではないが特別に卒伝を記したとしている。
慶長8年（1603年）10月3日、徳川家康が伏見の景友邸を訪れた際、景友は甥の山岡景以（山岡景隆の子、3000石）の子である景本（8歳）を家康に御目見させ、養子にすることを言上して認められた。しかし同年12月20日に山岡景友が没すると、景本は幼少のために職務に堪えないとされ、景以が景友の遺跡を相続して甲賀組を預かることとなった（景以の従来の3000石は収公）。

### 丹羽長重の入封
慶長8年（1603年）年11月、丹羽長重が1万石で入封した。丹羽長重は丹羽長秀の子で、慶長5年（1600年）の関ヶ原の戦いの時点で加賀国小松城主であり、12万5400石を領していたが、西軍に与して東軍の前田利長と戦ったため、戦後に改易された人物である。
『寛政譜』の丹羽家の譜では、以下のように説明している。丹羽長重はかねて前田利長と不和であり、徳川家康からも利長を警戒するよう命を受けていたことを背景として記している。上杉征伐に際して長重は松任に出陣したところ、前田利長から共同で出兵することが打診されたが、長重はこれを拒絶、前田利長・利政が小松付近を侵犯したために両家は交戦し、長重は前田勢を破った（浅井畷の戦い参照）。丹羽・前田両家の間には8月22日に和議が成立し、9月13日に家康からの手紙が届いて両家がともに越前国を平定するよう命じられたという。しかし関ヶ原本戦（9月15日）の戦後、長重が「私の恨み」から前田利長と交戦に及び、自らの城から動かなかったことが咎められた。長重は、前田利長の讒言によるものと考え、城を去って江戸に出、品川に蟄居しながら異心のないことを示した。「昔年の御したしみ」のある徳川秀忠が家康への執り成しをしばしば行ったため、大名への復帰が実現したという。
慶長19年（1614年）の大坂冬の陣において、11月26日の鴫野の戦いに参加、長重の刀に敵の銃弾が当たるという混戦の中でも退かず、家臣から死傷者15名を出しつつも、勇戦を称えられた。翌慶長20年/元和元年（1615年）の夏の陣では平野口に進出し、5月7日には家臣に討死2名を出しつつ敵の首14級を上げる功績を挙げた（八尾・若江の戦い、天王寺・岡山の戦い参照）。なお、大坂の陣後に帰東する際、遠江国西坂（日坂宿）において盗賊5名を捕らえて磔刑に処し、のちに家康からその措置を賞された。
元和5年（1619年）、信太郡江戸崎で1万石を加増された。この際に長重は江戸崎に移り（江戸崎藩）、古渡藩は廃藩になったと見なされる。その後、元和8年（1622年）1月11日に長重は3万石を加増のうえ陸奥国棚倉藩に移された。

## 歴代藩主

### 山岡家
外様。1万石。
1. 景友

### 丹羽家
外様。1万石。
1. 長重

## 領地

### 古渡（東条古渡）

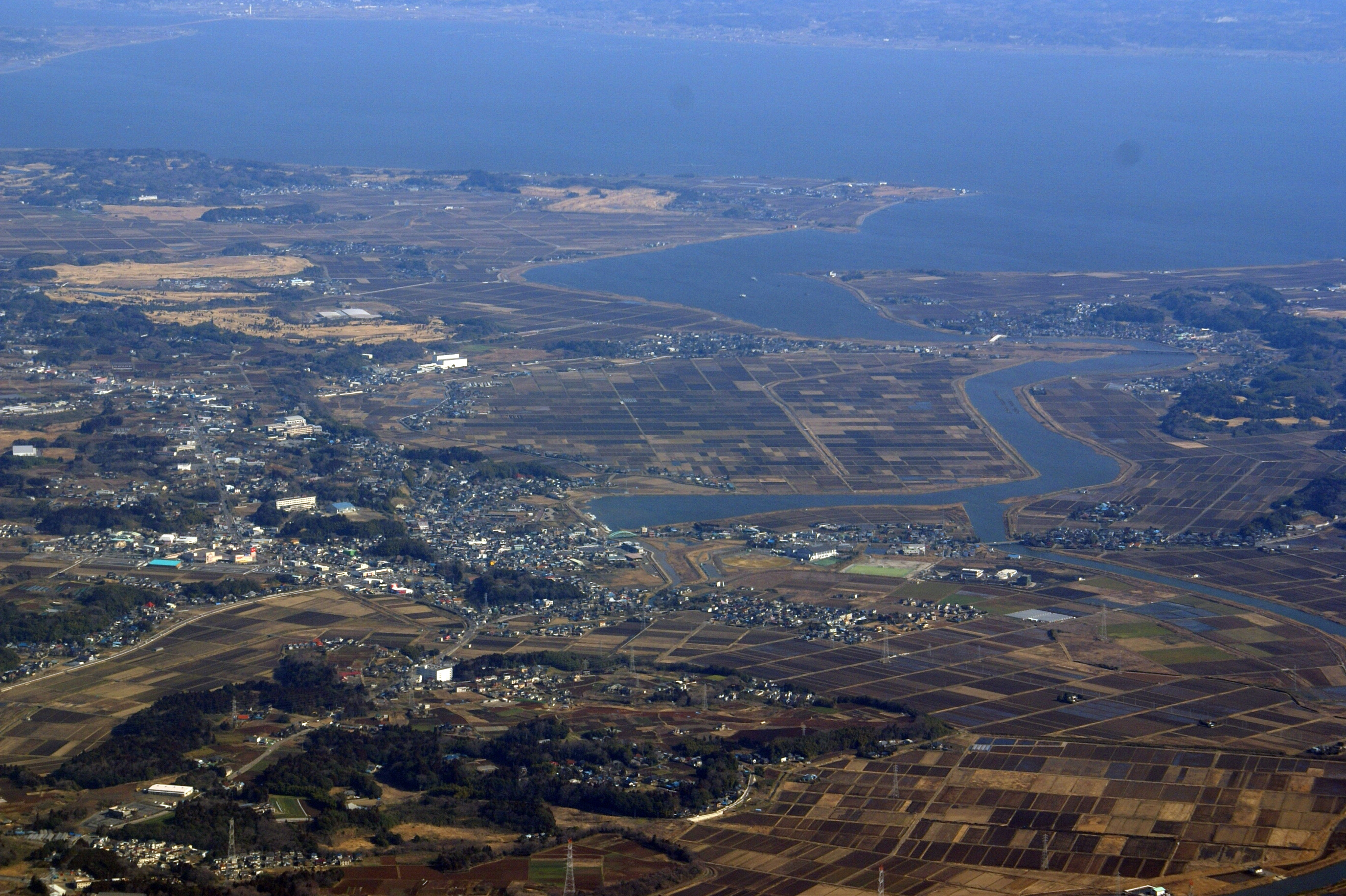
稲敷市西部を南西方向の上空から撮影した写真（2007年）。奥は霞ケ浦、中央に見える水路は小野川・沼里川。中央左側の市街地は江戸崎。屈曲しながら霞ケ浦に流入する小野川の右岸奥に見える集落が古渡。写真中央、江戸崎と古渡の間に見える耕地（稲波干拓）は第二次世界大戦後に完成した干拓地で、かつては榎浦と呼ばれる水域であった。

古渡は霞ケ浦に注ぐ小野川河口部に位置する。古くから霞ケ浦（香取海）に面した港として発展し、南北朝時代には「福戸津」（ふっとのつ）と記す史料が残されている。中世には、小野川を境界として右岸（東側）は東条荘、左岸（西側）は信太荘に含まれ、それぞれ「東条古渡」「ふっとのつとうてう」、「信太古渡」「ふっとのつしだ」といった呼称で呼ばれていた。二つの古渡には何らかの拠点的施設があったことが想定されるが、左岸側の信太古渡については不明である。以下、本記事の「古渡」は右岸側の東条古渡である。
古渡城（別名として古谷城・小谷城・蔵前城）は80m四方の曲輪を有する小規模な城で、稲敷市教育委員会が設置する現地掲示板では「山岡景久」が築城したと記す。茨城県教育委員会発行の『茨城県の中世城館』（2003年）は「丹羽長重が築城に関わった近世城郭」としつつ、「その趣は乏しいと感じざるを得ない」としている。『茨城県の中世城館』では、丹羽長重が近世城郭として改修したのは古渡城跡の東側450mほどの地点（峯熊野権現およびその後背台地）にあった「古渡東城跡」の可能性を推測している。古渡の城は、丹羽長重が江戸崎に移った際に廃城となったと見られる。
江戸時代初期には霞ケ浦沿岸漁村「四十八津」の浦方組合が成立したが、古渡村が「南津頭」となり、「北津頭」の玉造村とともに中心的な役割を担った（霞ケ浦の漁業は原則的に入会であり、浦方組合が自治的な管理を行っていた）。